# Virgil Breetveld
Virgil Breetveld (né le 10 juillet 1967 à Rotterdam aux Pays-Bas) est un footballeur néerlandais, qui évoluait en tant qu'attaquant.
Il a fini au rang de meilleur buteur du championnat des Pays-Bas de deuxième division lors de la saison 1993-1994.